# Sefīd Mazgī
Sefīd Mazgī (persiska: سفید مزگی) är en ort i Iran.   Den ligger i provinsen Gilan, i den nordvästra delen av landet, 240 km nordväst om huvudstaden Teheran. Sefīd Mazgī ligger 149 meter över havet och antalet invånare är 949.
Terrängen runt Sefīd Mazgī är varierad.Runt Sefīd Mazgī är det ganska tätbefolkat, med 111 invånare per kvadratkilometer. Närmaste större samhälle är Fūman, 13,3 km norr om Sefīd Mazgī. I omgivningarna runt Sefīd Mazgī växer i huvudsak blandskog.